# Pseudodesmus tuberculatus
Pseudodesmus tuberculatus är en mångfotingart som beskrevs av Filippo Silvestri 1899. Pseudodesmus tuberculatus ingår i släktet Pseudodesmus och familjen Andrognathidae. Inga underarter finns listade i Catalogue of Life.